# Bayside
För andra betydelser, se Bayside (olika betydelser).
Bayside är ett amerikanskt rockband från Long Island, New York, som startades 2000.
De har släppt studioalbum som: Sirens and Condolences (2004), Bayside (2005), The Walking Wounded (2007), Shudder (2008), Killing Time (2011) och Cult (2014).

## Medlemmar
Nuvarande medlemmar
- Anthony Raneri – sång, gitarr (2000– )
- Jack O'Shea – sologitarr, bakgrundssång (2003– )
- Nick Ghanbarian – basgitarr, bakgrundssång (2004– )
- Chris Guglielmo – trummor, percussion (2006– )

Tidigare Medlemmar
- Mike Kozak – gitarr (2000–2002)
- J.R. Manning – gitarr (2002–2003)
- Chris Jackson — basgitarr (2000–2001)
- Andrew Elderbaum – basgitarr (2001–2004)
- Vinny Daraio – trummor (2000–2001)
- Jason Enz – trummor (2001–2003)
- Jim Mitchell – trummor, slagverk (2003–2004)
- John "Beatz" Holohan – trummor (2004–2005; dog 31 oktober 2005 i en bilolycka)
- Gavin Miller – trummor (2006)

## Diskografi
Studioalbum
- Sirens and Condolences (2004	)
- Bayside (2005)
- The Walking Wounded (2007)
- Shudder (2008)
- Killing Time (2011)
- Cult (2014)
- Vacancy (2016)
- Interrobang (2019)

EP
- Long Stories Short (2001)
- Acoustic (2006)

Singlar
- "Loveless Wrists" (2003) (delad singel med Name Taken)
- "Masterpiece" (2004)
- "Devotion and Desire" (2005)
- "Duality" (2007)
- "Carry On" (2008)
- "No One Understands" (2009)
- "Sick, Sick, Sick" (2010)
- "Already Gone" (2011)
- "Angels We Have Heard On High" (2011)
- "Pigsty" (2013)
- "Time Has Come" (2014)
- "Pretty Vacant" (2016)